# Крушение самолёта Евгения Пригожина
Крушение самолёта Евгения Пригожина, российского предпринимателя и основателя ЧВК «Вагнер», произошло 23 августа 2023 года. Частный самолёт Embraer Legacy 600 выполнял рейс по маршруту Москва (Шереметьево) — Санкт-Петербург, но вскоре после вылета внезапно начал терять высоту и разбился рядом с селом Куженкино в Тверской области России. Погибли все находившиеся на борту 10 человек (3 члена экипажа и 7 пассажиров), в числе которых был сам Пригожин и командир ЧВК «Вагнер» Дмитрий Уткин.
Самолёт разбился через два месяца после начала мятежа Пригожина. Западные аналитики и журналисты сочли крушение самолёта местью российского президента Владимира Путина. По утверждению The Wall Street Journal, гибель Пригожина была убийством, которое поручил организовать секретарь Совета безопасности РФ Николай Патрушев.

## Предшествующие события
На фоне конфликта с Министерством обороны России вечером 23 июня 2023 года, за два месяца до крушения, Евгений Пригожин, основатель ЧВК «Вагнер», фактически объявил о начале вооружённого мятежа. К утру 24 июня наёмники ЧВК «Вагнер» захватили здания силовых структур в Ростове-на-Дону. Параллельно другая группа наёмников колонной двигалась к Москве. Однако уже вечером того же дня Пригожин ушёл из Ростова и остановил идущие на Москву колонны. Как сообщалось, Пригожин принял решение прекратить мятеж после переговоров с президентом Белоруссии Александром Лукашенко. После этих событий Пригожин на некоторое время исчез из публичного пространства. 21 августа он опубликовал видеообращение, которое, как утверждается, было записано в одной из стран Африки. 23 августа Пригожин вместе с ближайшими соратниками возвращался в Санкт-Петербург из Африки с пересадкой в Москве.

## Самолёт
Полёт выполнялся на частном бизнес-джете Embraer Legacy 600 (бортовой номер RA-02795, серийный — 14501008) производства бразильской компании «Эмбраэр». Самолёт принадлежал ООО «МНТ-Аэро».
На момент катастрофы самолёту было 16 лет. В октябре 2007 года самолёт был поставлен авиакомпании Linxair, а затем передавался нескольким другим. Сообщалось, что в сентябре 2020 года его приобрела «Группа Вагнера».

## Экипаж и пассажиры

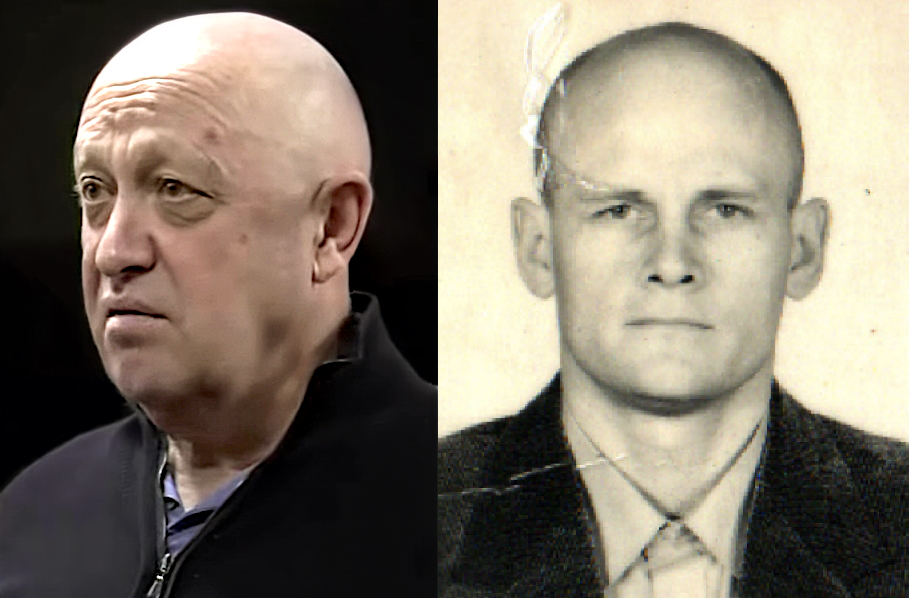
Евгений Пригожин (слева) и Дмитрий Уткин (справа) находились на борту разбившегося самолёта

На борту самолёта находились 10 человек — 3 члена экипажа и 7 пассажиров. На борт были зарегистрированы люди с именами и фамилиями Евгения Пригожина и Дмитрия Уткина.
Росавиация со ссылкой на «авиакомпанию» опубликовала следующий список находившихся на борту:
Экипаж
- Алексей Левшин — командир воздушного судна[19];
- Рустам Каримов — второй пилот[19];
- Кристина Распопова — бортпроводница[19].

Пассажиры
- Евгений Пригожин[20];
- Дмитрий Уткин[21];
- Валерий Чекалов (позывной «Ровер»)[22] — начальник службы безопасности[23][24] и глава транспортной логистики ЧВК «Вагнер»[25];
- Сергей Пропустин (позывной «Кедр») — сотрудник ЧВК «Вагнер»[26][27] с марта 2015 года, предполагаемая военная специальность — «разведчик-гранатомётчик», в августе 2021 года был привлечён к суду вместе с ещё двумя сотрудниками ЧВК «Вагнер»[22];
- Евгений Макарян (позывной «Макар») — сотрудник ЧВК «Вагнер» с марта 2016 года, предположительно телохранитель Пригожина[27], бывший участковый, воевал в Сирии в составе 4-го штурмового отряда ЧВК, в январе 2017 года попал под обстрел американской авиации под Хашамом[22][26];
- Александр Тотмин (позывной «Тот») — сотрудник ЧВК «Вагнер», предположительно телохранитель Пригожина[27], воевал в Судане, имел судимость в РФ за угон и кражу[22];
- Николай Матусеев — предположительно сотрудник ЧВК «Вагнер»[27], воевавший в Сирии, источники RTVI сообщают, что он был оператором Пригожина, записывал видео с его заявлениями[22].

### Подтверждение гибели Пригожина
Уже вечером 23 августа о гибели Пригожина сообщил близкий к ЧВК «Вагнер» телеграм-канал Grey Zone, заявляя, что это случилось «в результате действий предателей России». О гибели Пригожина писала и «Фонтанка». «Царьград ТВ» и телеграм-канал «ВЧК-ОГПУ» со ссылками на собственные источники тогда утверждали, что вместе с Пригожиным погиб и Дмитрий Уткин. 27 августа 2023 года Следственный комитет РФ заявил, что провёл опознание жертв катастрофы, и все опознанные совпали с людьми, зарегистрированными на рейс.
При этом журналисты отмечали, что сами Пригожин и Уткин ранее использовали для скрытия своих перемещений двойников-тёзок. Министерство обороны Великобритании заявило, что чётких доказательств нахождения Пригожина на борту разбившегося самолёта нет, но его гибель «весьма вероятна».

## Катастрофа
23 августа 2023 года в 17:59 MSK самолёт с бортовым номером RA-02795 вылетел из московского аэропорта Шереметьево и направился в Санкт-Петербург. По данным сайта Flightradar24, в 18:10 самолёт набрал высоту 28 тысяч футов (около 8,5 километров). Некоторое время он продолжал горизонтальный полёт, после чего в течение нескольких минут снижался и вновь набирал высоту (максимально — до 30,1 тысячи футов, или 9,1 километра). В 18:19 он начал падать, потеряв семь тысяч футов (2,4 километра) высоты за 30 секунд. Последние данные от самолёта были получены в 18:20:14 на высоте 19 725 футов (около 6 километров). Embraer Legacy 600 рухнул в 1,5 километрах от села Куженкино в Тверской области.

## Обстоятельства
На видеозаписях катастрофы было зафиксировано, что самолёт падал вниз в штопоре без части крыла и хвоста, оставляя за собой дымный след, а в небе было дымное облачко — по предположению новостной службы Би-би-си, в месте начала падения самолёта. Би-би-си отметила, что на записи слышна работа неустановленного реактивного двигателя. В одном из видео очевидица сообщила, что слышала два взрыва. Один из обломков упал в 2 километрах от места падения самолёта.
Би-би-си отметила отсутствие какой-либо информации о подаче сигнала бедствия экипажем самолёта, что, по мнению новостной службы, указывает на неспособность экипажа подать такой сигнал либо из-за масштабного выхода из строя оборудования, либо из-за потери сознания людьми на борту.
По информации телеграм-канала «База», погибшая стюардесса Кристина Распопова сообщала о задержке вылета самолёта по неустановленным причинам. Би-би-си указала на то, что задержка вылета не позволяет сделать какие-либо выводы о причинах катастрофы.

### Версии
Среди СМИ и обозревателей наиболее распространены версии крушения самолёта в результате взрыва на борту или в результате обстрела с земли. В связи с политической предысторией катастрофы эти источники почти не рассматривают версию ненасильственной смерти Пригожина.

#### Взрыв на борту
Версия крушения самолёта в результате взрыва на борту, которая объясняет разрушение самолёта в воздухе и облачко в небе, которое могло образоваться из-за подрыва.
Телеграм-канал «Shot» заявил, что бомба была заложена в отсеке шасси: взрыв моментально разгерметизировал самолёт, оторвал крыло, которое, в свою очередь, оторвало стабилизатор. Би-би-си считает, что бомбу было бы тяжело незаметно заложить в нише шасси, а её взрыв должен был бы привести к воспламенению топлива самолёта — на видеозаписях не было зафиксировано горения самолёта в полёте.
Телеграм-канал «База» заявил, что бомба могла быть заложена в хвостовом отсеке, что объясняет отделение хвоста самолёта и его падение отдельно, но не объясняет отделения крыла в воздухе.
5 октября 2023 года Владимир Путин, выступая на заседании дискуссионного клуба «Валдай», заявил, что глава Следственного комитета России Александр Бастрыкин доложил ему о наличии осколков гранат в телах погибших при крушении самолёта. Президент России отметил, что экспертиза установила отсутствие внешнего воздействия на самолёт. «К сожалению, на наличие алкоголя или наркотических средств в крови погибших экспертиза не проводилась. Хотя мы знаем, что после известных событий в компании в Петербурге ФСБ обнаружила не только 10 миллиардов наличными, но и 5 килограмм кокаина. На мой взгляд, надо было провести эту экспертизу», — добавил Путин. Близкий к ЧВК «Вагнер» Телеграм-канал GreyZone утверждал, что слова Путина о наркотиках на борту не соответствуют действительности: перевозившееся вещество было имитацией кокаина, применявшейся группировкой в своих операциях, а найденный на борту груз был возвращён компании Пригожина после экспертизы ФСБ.

#### Сбитие системой ПВО
Би-би-си считает, что наиболее обоснованной является версия сбития самолёта, которое привело к потере управления над судном и его разрушению в воздухе. Версии технической неисправности или ошибки пилотирования, по мнению службы, не объясняют разрушения самолёта в воздухе, а о погодных катаклизмах информации не поступало.
Газета Financial Times и издание Reuters (со ссылкой на западных чиновников) и связанный с ЧВК «Вагнер» телеграм-канал «Grey Zone» (со ссылкой на «разные источники информации») заявили, что самолёт был сбит системой ПВО. Источник в правительстве России сообщил изданию The Moscow Times, что самолёт действительно мог быть сбит, учитывая близость места крушения к резиденции Владимира Путина «Долгие Бороды», где размещались четыре дивизиона систем противоракетной обороны С-300 ПМУ1. Пресс-секретарь Министерства обороны США генерал Патрик Райдер сообщил, что США не получили свидетельств запуска ракеты по самолёту, а издание The New York Times со ссылкой на американских чиновников сообщило, что запуска ракеты не было зафиксировано спутниками.
Эта версия объясняет облачко дыма в небе, свидетельства очевидцев, утверждающих, что слышали по меньшей мере один взрыв, а также отверстия в обломках самолёта, которые могли быть оставлены поражающими элементами ракеты. Би-би-си отметила, что звук взрыва и облачко дыма могут быть объяснены и взрывом на борту, а на видеозаписях падения самолёта отсутствуют следы полёта ракеты, при этом самолёт в момент начала падения находился на высоте 8,5 километров, что требовало бы применения мощного ракетного комплекса вместо малозаметного ПЗРК. Би-би-си указала, что для тяжёлых комплексов отверстия в обломках самолётов слишком малы, приведя в качестве примера сбитие в 2014 году малазийского самолёта Boeing 777 российским комплексом «Бук», в результате которого в корпусе самолёта остались более крупные отверстия с плотным разбросом. Тем не менее самолёт можно было бы сбить, например, с помощью ЗРК «Панцирь С1», способного поражать цели на такой высоте и имеющего по сравнению с тяжёлыми комплексами меньшую массу боевой части и меньший размер поражающих элементов.

## Расследование
23 августа 2023 года Следственный комитет России (СКР) возбудил уголовное дело по статье 263 УК РФ «О нарушении правил эксплуатации воздушного судна». Западное межрегиональное следственное управление СКР на транспорте сообщило, что для версии о теракте нет никаких оснований. Тела погибших были отправлены на судмедэкспертизу. Другие биологические материалы были доставлены в Москву. Визуальная идентификация жертв была затруднена из-за степени их травм, тела описываются как «обугленные и искорёженные».
30 августа СМИ сообщили, что Россия «пока что» не будет проводить международное расследование катастрофы, о чём уведомила федеральное агентство Бразилии (страны-производителя разбившегося самолёта), занимающееся предотвращением авиационных происшествий.

## Реакция

### В России
Российские государственные телеканалы проигнорировали это событие или уделили ему очень ограниченное эфирное время. После сообщений о крушении самолёта возле бывшего офиса Евгения Пригожина в Санкт-Петербурге образовался стихийный мемориал. Свет в окнах на фасаде самого офиса «ЧВК Вагнер Центра» был зажжён в форме креста. Опрос, опубликованный Алексеем Венедиктовым, бывшим главным редактором радиостанции «Эхо Москвы», показал, что 60 % респондентов полагают, что самолёт Пригожина был либо сбит, либо взорван изнутри, а 17 % считают, что он инсценировал собственную смерть. Только 1 % респондентов сочли, что причиной катастрофы послужило другое обстоятельство.
24 августа катастрофу прокомментировал президент России Владимир Путин. Он выразил соболезнования семьям погибших, отметив, что среди пассажиров находились сотрудники ЧВК «Вагнер». Упоминая Евгения Пригожина, Путин описал его как «человека сложной судьбы». Пресс-секретарь президента России Дмитрий Песков отверг заявления о причастности Кремля к катастрофе самолёта Пригожина.
Губернатор Тульской области Алексей Дюмин назвал гибель Пригожина «большой трагедией и потерей для страны», а его самого — «настоящим патриотом, решительным и бесстрашным».

Мемориалы в России
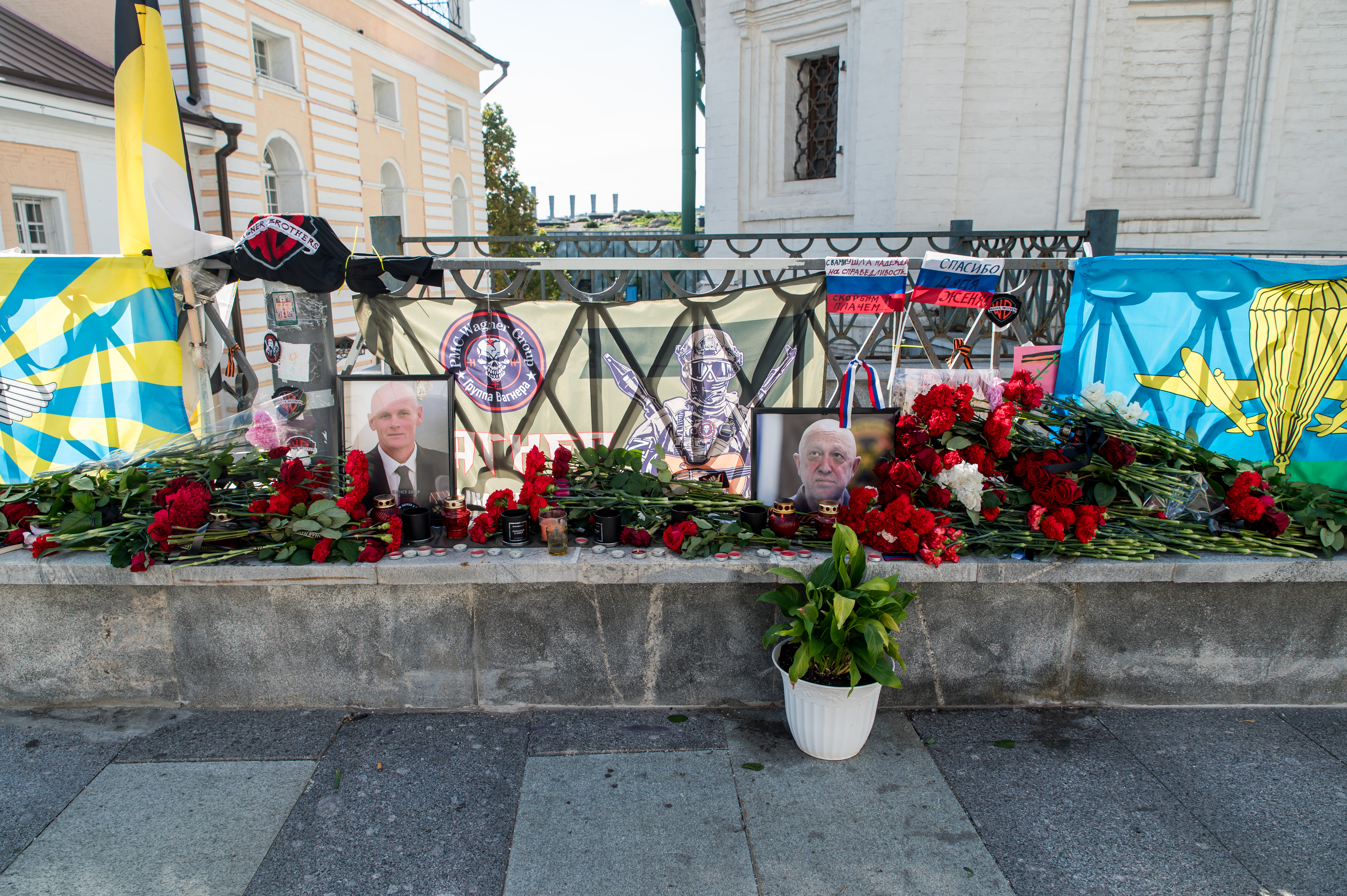
Москва
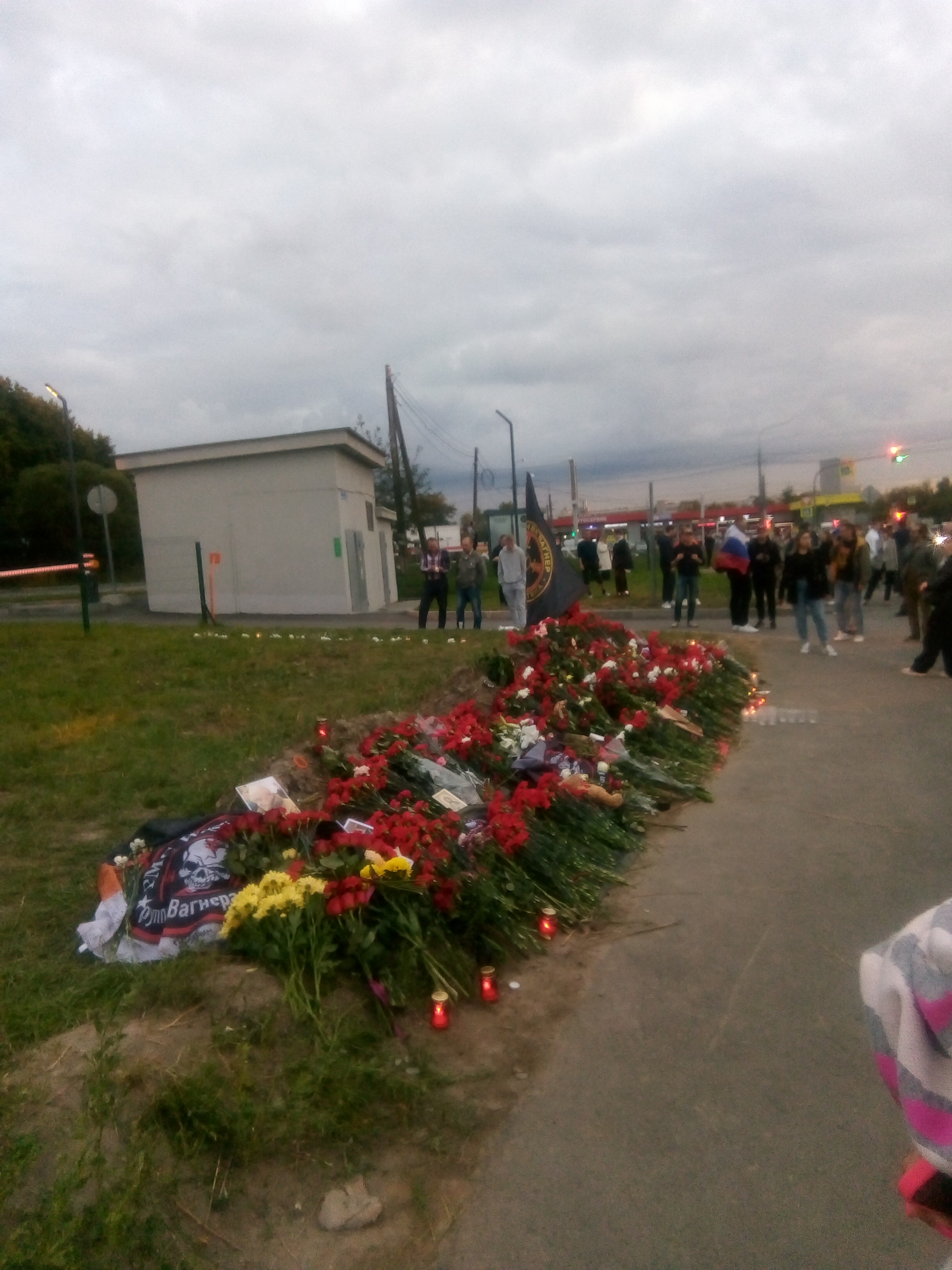
Санкт-Петербург
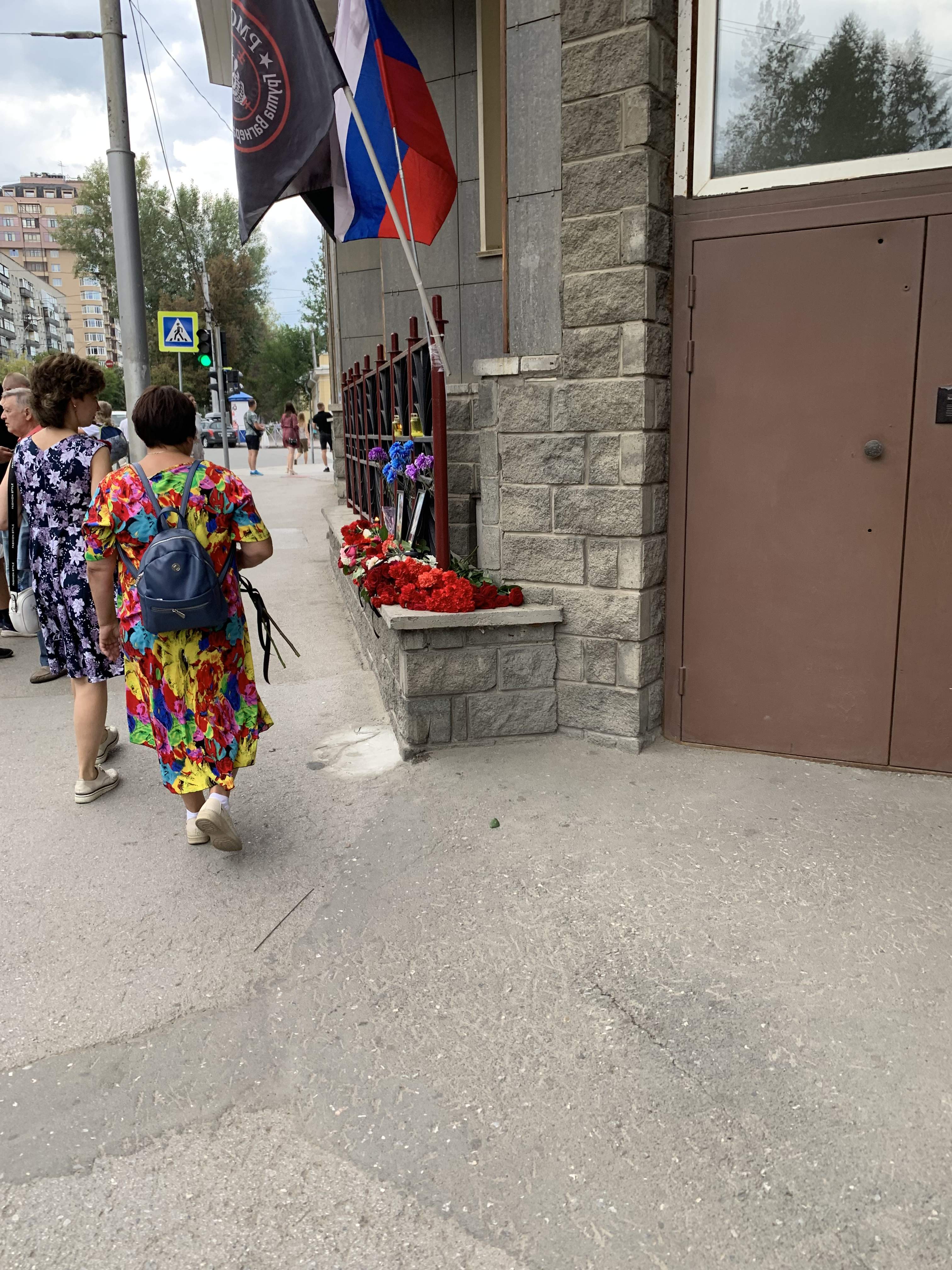
Новосибирск
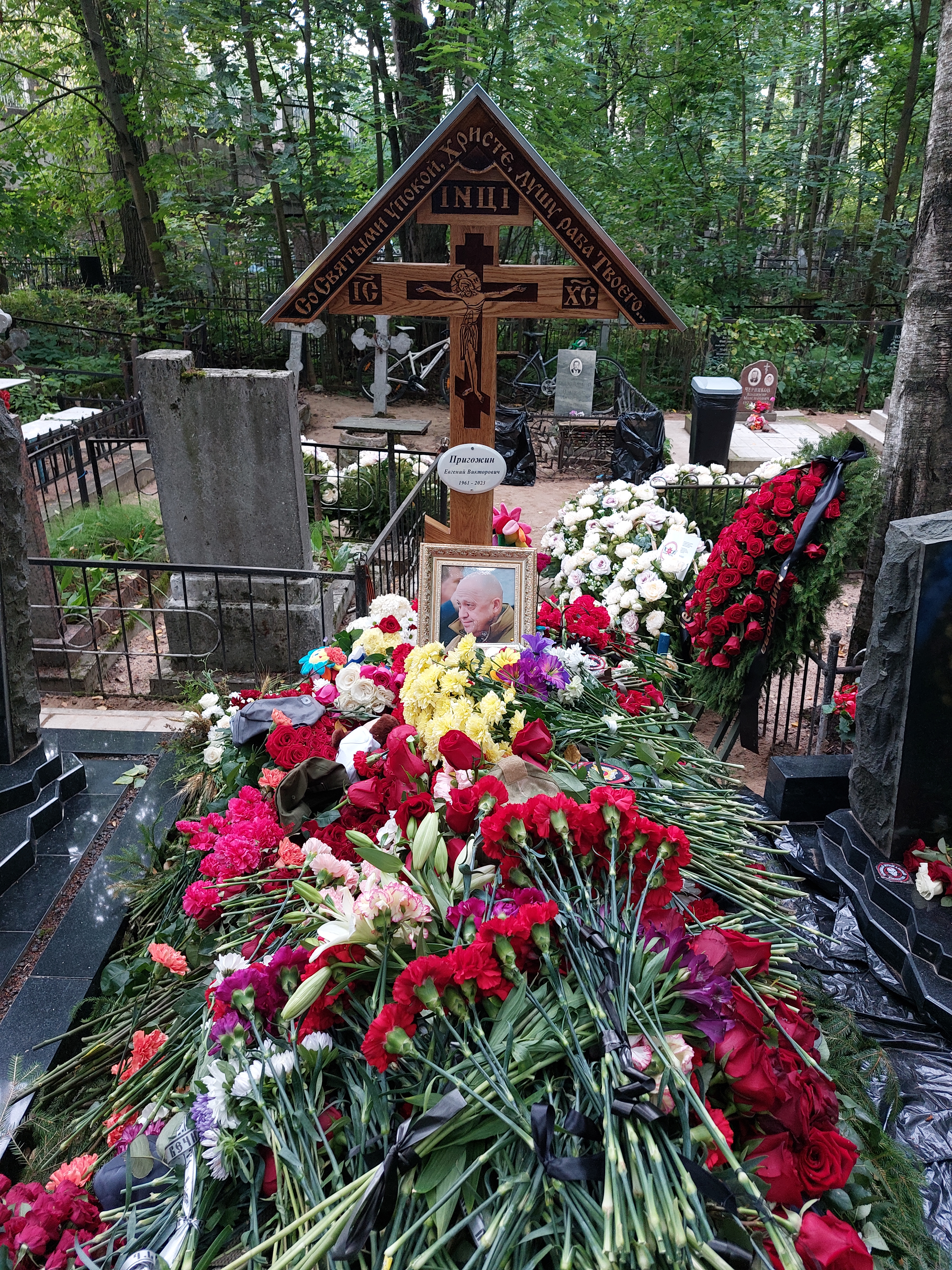
Цветы на могиле Пригожина в Санкт-Петербурге

### В других государствах
Президент США Джо Байден заявил, что он «не был удивлён» известием о возможной гибели Пригожина. Аналогичное заявление прозвучало от пресс-секретаря Совета национальной безопасности США Эдриенн Уотсон. Пресс-секретарь Министерства обороны США генерал Патрик Райдер сказал, что «предварительная оценка, основанная на множестве факторов, состоит в том, что он [Пригожин], вероятно, убит». Советник президента Украины Михаил Подоляк написал в социальных сетях, что катастрофа самолёта была сигналом Кремля российским элитам в преддверии президентских выборов в России 2024 года, а сам Пригожин «подписал себе особый смертный приговор в тот момент, когда поверил в странные „гарантии“ Лукашенко и столь же абсурдное „честное слово“ Путина».
Президент Белоруссии Александр Лукашенко заявил, что Владимир Путин не причастен к катастрофе самолёта Пригожина.